# 태백산로
태백산로(太白山路, Taebaeksan-ro)는 강원특별자치도 영월군 산솔면 연상리 석항삼거리와 태백시 황지동 상장삼거리를 잇는 강원특별자치도의 도로이다. 전 구간 국도 제31호선에 속한다.

## 연혁
- 1987년 1월 28일 : 기존 지정 구간인 태백시 혈동 ~ 영월군 상동읍 천평리(칠랑리) 13.5 km 구간 폐지[1]
- 1997년 6월 15일 : 영월군 상동읍 덕구리 ~ 내덕리 구간 개통, 기존 400m 구간 폐지[2]
- 2009년 8월 7일 : 2개 이상 시·군에 걸쳐 있는 도로로 태백산로를 고시[3]
- 2014년 12월 30일 : 영월 ~ 중동 우회도로(영월군 산솔면 녹전리 ~ 이목리) 4.0 km 구간 개통[4]
- 2015년 9월 10일 : 수라리재터널(영월군 산솔면 이목리 ~ 화원리) 6.0 km 구간 확장 개통, 기존 5.1 km 구간 폐지[5]

## 주요 경유지
강원도
- 영월군 (산솔면 · 상동읍) - 태백시 (혈동 · 소도동 · 황지동)

## 노선
| 이름           | 접속 노선                                                  | 소재지                               | 소재지                      | 비고                                            |
| -------------- | ---------------------------------------------------------- | ------------------------------------ | --------------------------- | ----------------------------------------------- |
| 석항삼거리     | 국도 제31호선 (영월로)                                     | 영월군                               | 산솔면                      | 국도 제31호선 구간 국가지원지방도 제28호선 구간 |
| 상동가도건널목 | 태백선                                                     | 영월군                               | 산솔면                      | 국도 제31호선 구간 국가지원지방도 제28호선 구간 |
| 화원 교차로    | 국도 제31호선 국가지원지방도 제28호선 (영월 ~ 중동간 도로) | 영월군                               | 산솔면                      | 국도 제31호선 구간 국가지원지방도 제28호선 구간 |
| 수라리재       |                                                            | 영월군                               | 산솔면                      | 해발 600m                                       |
| 가리내 교차로  | 국도 제31호선 국가지원지방도 제28호선 (영월 ~ 중동간 도로) | 영월군                               | 산솔면                      | 국도 제31호선 구간 국가지원지방도 제28호선 구간 |
| 이목 교차로    | 국도 제31호선 (영월 ~ 중동간 도로)                         | 영월군                               | 산솔면                      | 국도 제31호선 구간 국가지원지방도 제28호선 구간 |
| 녹전교         |                                                            | 영월군                               | 산솔면                      | 국가지원지방도 제28호선 구간                    |
| 녹전사거리     | 국가지원지방도 제28호선 (영월동로) 응고개길                | 영월군                               | 산솔면                      | 국가지원지방도 제28호선 구간                    |
| 산솔터널       |                                                            | 영월군                               | 산솔면                      | 연장 약 60m                                     |
| 녹전 교차로    | 국도 제31호선 (영월 ~ 중동간 도로)                         | 영월군                               | 산솔면                      | 국도 제31호선 구간                              |
| 직동삼거리     | 직동로                                                     | 영월군                               | 산솔면                      | 국도 제31호선 구간                              |
| 내덕 교차로    | 섬지골길                                                   | 영월군                               | 상동읍                      | 국도 제31호선 구간                              |
| 내덕삼거리     | 덕구로                                                     | 영월군                               | 상동읍                      | 국도 제31호선 구간                              |
| 내덕교         |                                                            | 영월군                               | 상동읍                      | 국도 제31호선 구간                              |
| 봉우재삼거리   | 선바위길                                                   | 영월군                               | 상동읍                      | 국도 제31호선 구간                              |
| 칠량교         |                                                            | 영월군                               | 상동읍                      | 국도 제31호선 구간                              |
| 상동삼거리     | 구래로                                                     | 영월군                               | 상동읍                      | 국도 제31호선 구간                              |
| 상동교         |                                                            | 영월군                               | 상동읍                      | 국도 제31호선 구간                              |
| 천평교         |                                                            | 영월군                               | 상동읍                      | 국도 제31호선 구간                              |
| 태백시         | 문곡소도동                                                 |                                      |                             | 국도 제31호선 구간                              |
| 태백시         | 문곡소도동                                                 | 어평2교 어평3교                      |                             | 국도 제31호선 구간                              |
| 태백시         | 문곡소도동                                                 | (생태이동통로)                       |                             | 국도 제31호선 구간                              |
| 태백시         | 문곡소도동                                                 | 화방재                               | 지방도 제414호선 (함백산로) | 국도 제31호선 구간                              |
| 태백시         | 문곡소도동                                                 | 백단사입구                           | 백단사길                    | 국도 제31호선 구간                              |
| 태백시         | 문곡소도동                                                 | 소도교                               |                             | 국도 제31호선 구간                              |
| 태백시         | 문곡소도동                                                 | 문곡소도동주민센터                   | 천제단길                    | 국도 제31호선 구간                              |
| 태백시         | 함태중학교삼거리                                           | 번영로                               | 상장동                      | 국도 제31호선 구간                              |
| 태백시         | 상장삼거리                                                 | 국도 제31호선 국도 제35호선 (태백로) | 상장동                      | 국도 제31호선 구간                              |

## 주요 건물 및 시설
- 화원1리경로당 (강원특별자치도 영월군 산솔면 태백산로 270-2)
- 중동파출소 (강원특별자치도 영월군 산솔면 태백산로 1198)
- 산솔면사무소, 산솔면보건지소 (강원특별자치도 영월군 산솔면 태백산로 1202)
- 녹전2리마을회관 (강원특별자치도 영월군 산솔면 태백산로 1566-1)
- 내덕2리마을회관 (강원특별자치도 영월군 상동읍 태백산로 2601-9)
- 내덕초등학교 (폐교, 강원특별자치도 영월군 상동읍 태백산로 2625)
- 상동중학교, 상동고등학교 (강원특별자치도 영월군 상동읍 태백산로 3147)
- 상동읍사무소 (강원특별자치도 영월군 상동읍 태백산로 3189)
- 함태초등학교 어평분교 (폐교, 강원특별자치도 태백시 태백산로 4121)
- 태백산국립공원 유일사매표소 (강원특별자치도 태백시 태백산로 4246-1)
- 유일사 (강원특별자치도 태백시 태백산로 4246-167)
- 토스카비니관광호텔 (강원특별자치도 태백시 태백산로 4761)
- 태백산국립공원사무소 (강원특별자치도 태백시 태백산로 4778)
- 라마다강원호텔 (강원특별자치도 태백시 태백산로 4839)
- 구 함태초등학교 (강원특별자치도 태백시 태백산로 4942)
- 태백시선거관리위원회 (강원특별자치도 태백시 태백산로 5103)
- 강원특별자치도도로관리사업소 태백지소 (강원특별자치도 태백시 태백산로 5110)